# René Cardona Jr.
René Cardona Jr. (Città del Messico, 11 maggio 1939 – Città del Messico, 5 febbraio 2003) è stato un regista, attore e produttore cinematografico messicano, figlio del celebre regista René Cardona e padre di René Cardona III, a sua volta regista e attore. In alcune opere è stato accreditato con degli pseudonimi come ad esempio Harry Stewart.

## Biografia
Cardona Jr. iniziò la propria carriera recitando in alcuni film diretti dal padre e in seguito, verso la metà degli anni sessanta, ne prese il testimone dirigendo, scrivendo e producendo nel corso degli anni oltre cento film. 
Verso la fine degli anni settanta riuscì a mettere a frutto la capacità di collaborazione tra le industrie cinematografiche messicana, spagnola e italiana realizzando alcuni film d'exploitation a budget relativamente alto in cui si servì di cast e squadre di produzione internazionali. In tale periodo poté ingaggiare per i suoi lavori diversi attori statunitensi molto celebri che gli permisero di aumentare gli incassi al botteghino, come Joseph Cotten, John Huston, Gene Barry, Stuart Whitman, John Ireland, Arthur Kennedy e Lionel Stander, accanto ai quali lavorò l'attrice bambina messicana Edith González, che in seguito sarebbe diventata famosa come regina delle telenovelas. 
Si cimentò in diversi generi, passando da pellicole ispirate a precedenti film di successo come Tintorera (1977), che riprende palesemente spunto da Lo squalo di Steven Spielberg, a film catastrofici come Cyclone (1978), realizzando anche film basati sulla spettacolarizzazione di eventi realmente accaduti come Il massacro della Guyana (1979) . Questo breve periodo di successo internazionale si esaurì verso la metà degli anni ottanta e Cardona Jr. tornò a dirigere film messicani di secondo piano fino alla morte. Nelle sue pellicole compaiono abbastanza regolarmente i due celebri attori messicani Hugo Stiglitz e Andrés García, entrambi diventati famosi a livello internazionale proprio grazie ai film di Cardona Jr.

## Filmografia parziale

### Regista
- Un ángel de mal genio (1964)
- 7 assassine dalle labbra di velluto (Peligro...! Mujeres en acción) (1969)
- Le avventure di Robinson Crusoè (Robinson Crusoè) (1970)
- La notte dei mille gatti (La noche de los mil gatos) (1972)  (Accreditato come Harry Stewart)
- Le avventure di Miky Gioy il piccolo pirata (Un pirata de doce años) (1972)
- Tintorera (¡Tintorera!) (1977)
- Scimmia bianca - Il re della foresta (El rey de los gorilas) (1977)
- Il pupazzo (Una noche embarazosa) (1977)
- Il triangolo delle Bermude (The Bermuda Triangle) (1978)
- Cyclone (1978)
- Il massacro della Guyana (Guyana: Crime of the Century) (1979)
- I guerrieri del terrore (Traficantes de pánico) (1980)
- Febbre d'amore (Fiebre de amor) (1985)
- Il tesoro dell'Amazzonia (The Treasure of the Amazon) (1985)
- Uccelli 2 - La paura (El ataque de los pájaros) (1987)
- Terminator dall'inferno (El hombre de Blanco) (1994)
- Cuando calienta el sol (2000)

### Produttore
- I sopravvissuti delle Ande (Supervivientes de los Andes) (1976)

### Attore
- Gli avventurieri della costa nera (Un mundo nuevo), regia di René Cardona (1957)